# Stina Kjellin
Stina Kjellin, ogift Wennström, född 6 mars 1891 i Filipstads församling i Värmlands län, död 20 oktober 1968 i Gävle Heliga Trefaldighets församling i Gävleborgs län, var en svensk konservator och konstnär.
Hon var dotter till disponenten August Wennström och Sofia Pettersson, gift med Helge Kjellin och mor till Alf Kjellin.
Kjellin studerade för Carl Wilhelmson och konservatorn Svend Rønne vid Statens museum for kunst i Köpenhamn. Som konstnär har hon utfört koloristiska landskap och stilleben i olja.
Som konservator har hon deltagit vid restaureringen av ett stort antal värmländska kyrkor samt riddarsalen på Apertins herrgård.